# Ruisseau de Gouzou
Le ruisseau de Gouzou est une rivière française du Massif central qui coule dans le département de l'Aveyron. C'est un affluent de la Truyère, donc un sous-affluent de la Garonne par le Lot.

## Géographie
De 11,1 km de longueur, le ruisseau de  Gouzou prend sa source dans le Aveyron commune de Saint-Amans-des-Cots et rejoint la Truyère sur la commune de Campouriez.

## Départements et communes traversés
- Aveyron : Saint-Hippolyte, Montézic, Saint-Amans-des-Cots, Campouriez.

## Principaux affluents
- La Bezombe (4,2 km)